# Berentzwiller
Berentzwiller är en kommun i departementet Haut-Rhin i regionen Grand Est (tidigare regionen Alsace) i nordöstra Frankrike. Kommunen ligger i kantonen Altkirch som tillhör arrondissementet Altkirch. År 2022 hade Berentzwiller 340 invånare.

## Befolkningsutveckling
Antalet invånare i kommunen Berentzwiller
| Referens: INSEE |